# تقرير التنمية البشرية
| عالية جدا عالية | متوسط منخفض | غير متوفر |

خريطة العالم تشير إلى فئات مؤشر التنمية البشرية حسب الدولة (استنادًا إلى بيانات 2015 و 2016، المنشورة في 21 مارس 2017).

تقرير التنمية البشرية هو تقرير سنوي ينشر من قبل مكتب تقرير التنمية البشرية التابع لبرنامج الأمم المتحدة الإنمائي.
اعتبارًا من عام 2013، شهد العقد الماضي تقاربًا في قيم مؤشرات التنمية البشرية على مستوى العالم، رغم أن التقدم كان غير متساوٍ داخل المناطق وفيما بينها. أثر تحول البلدان النامية إلى اقتصادات رئيسية ذات نفوذ سياسي متزايد على تقدم التنمية البشرية.
تشير التوقعات في تقرير عام 2013 إلى أنه بحلول عام 2020، سيتجاوز الناتج الاقتصادي المشترك لثلاثة بلدان نامية رائدة وحدها- البرازيل والصين والهند- إجمالي الإنتاج من كندا وفرنسا وألمانيا وإيطاليا والمملكة المتحدة والولايات المتحدة.
1. هذا التحول مرتبط بشراكات التجارة والتكنولوجيا بين الاقتصادات الناشئة.[3]

ومع ذلك، لا يترجم النمو الاقتصادي تلقائيًا إلى تقدم في التنمية البشرية، لذا فقد أبرزت التقارير الحاجة إلى سياسات واستثمارات مؤيدة للفقراء في بناء القدرات مع التركيز على التعليم والتغذية والصحة وبناء القدرات ومهارات التوظيف.
حدد تقرير 2013 أربعة مجالات للتركيز على التنمية المستدامة:
- تعزيز الإنصاف، بما في ذلك البعد الجنسي.
- تمكين صوت ومشاركة أكبر للمواطنين، بمن فيهم الشباب؛ ومواجهة الضغوط البيئية
- إدارة التغيير السكاني.
- كما انتقد الحكم العالمي والمؤسسات التي عفا عليها الزمن التي لا تعكس الواقع الاقتصادي والجيوسياسي.

## التاريخ
تم إصدار التقرير لأول مرة في عام 1990 من قبل الاقتصادي الباكستاني محبوب الحق والحائز على جائزة نوبل الهندي أمارتيا سن. كان هدفها وضع الناس في قلب عملية التنمية من حيث النقاش الاقتصادي والسياسة والدعوة. تميزت التنمية بتوفير الخيارات والحريات مما أدى إلى نتائج واسعة النطاق.
كتب حق في السطور الافتتاحية للتقرير الأول في عام 1990: «الناس هم الثروة الحقيقية للأمة». «الهدف الأساسي للتنمية هو خلق بيئة مواتية للناس للاستمتاع بحياة طويلة وصحية وخلاقة. قد يبدو هذا حقيقة بسيطة. لكن غالبًا ما يتم نسيانه في الاهتمام الفوري بتراكم السلع والثروة المالية».
اعترفت الجمعية العامة للأمم المتحدة رسمياً بالتقرير باعتباره «ممارسة فكرية مستقلة» و «أداة مهمة لزيادة الوعي بالتنمية البشرية في جميع أنحاء العالم.»
تقرير التنمية البشرية هو تقرير مستقل، بتكليف من برنامج الأمم المتحدة الإنمائي، وهو نتاج فريق مختار من كبار العلماء والممارسين في مجال التنمية وأعضاء مكتب تقرير التنمية البشرية التابع لبرنامج الأمم المتحدة الإنمائي. كما تمت الموافقة على اقتراح حق بترجمة التقارير وتوزيعها على البلدان المختلفة، لتصل الآن إلى 100 دولة سنويا.
منذ عام 1990، نشرت أكثر من 140 دولة ما يقرب من 600 تقرير وطني عن التنمية البشرية بدعم من برنامج الأمم المتحدة الإنمائي حيث مول فيها عشرات التقارير الإقليمية، مثل سلسلة تقارير التنمية البشرية العربية المؤلفة من عشرة مجلدات، والتي قدمت مساهمات معترف بها دولياً في الحوار العالمي حول الديمقراطية وحقوق المرأة وعدم المساواة والقضاء على الفقر وغيرها من القضايا الحساسة.
أظهر تقرير التنمية البشرية لعام 2010 لاتجاهات التنمية البشرية أن معظم البلدان النامية أحرزت تقدماً هائلاً بالرغم من ضعف مؤشرات التنمية في مجالات الصحة والتعليم وسبل المعيشة الأساسية منذ عام 1970.
في تقرير عام 2010، تم الإعلان على أن سلطنة عمان هي البلد الأكثر تحسنًا خلال الأربعين عامًا الماضية من بين 135 دولة تم تقييمها (أبلغ التقرير عن تحسن في الفترة 1970-2010). أدت خطوات عمان في التعليم وتمكين المرأة والرعاية الصحية تحت رعاية سلطان عمان الحالي إلى الحصول على المركز الأول.
تم إدخال العديد من المؤشرات الجديدة على مر السنين في تقارير مختلفة لتشمل بذلك مؤشرات التنمية حسب بالجنسين، ومقياس التمكين الجنساني، ومؤشر الفقر البشري. لكن مع حلول عام 2010، تم حذف مؤشر التنمية المرتبط بنوع الجنس، ومقياس التمكين الجنساني، ومؤشر الفقر البشري وتقديم ثلاثة مؤشرات جديدة هي مؤشر التنمية البشرية المعدل حسب عدم المساواة، ومؤشر عدم المساواة بين الجنسين، ومؤشر الفقر متعدد الأبعاد.

## قائمة التقارير العالمية
- عام 2016: التنمية البشرية الطريق إلى الأمام.[6]
- عام 2015: العمل من أجل التنمية البشرية
- عام 2014: الحفاظ على التقدم البشري: الحد من نقاط الضعف وبناء المرونة
- عام 2013: صعود الجنوب: التقدم البشري في عالم متنوع
- عام 2011: الاستدامة والإنصاف: مستقبل أفضل للجميع
- عام 2010: الثروة الحقيقية للأمم: سبل التنمية البشرية
- عام 2009: التغلب على العوائق: حراك الإنسان وتنميته
- عام 2007/2008: مكافحة تغير المناخ: التضامن الإنساني في عالم منقسم
- عام 2006: ما وراء الندرة: القوة والفقر وأزمة المياه العالمية
- عام 2005: التعاون الدولي على مفترق طرق: المعونة والتجارة والأمن في عالم غير متكافئ
- عام 2004: الحرية الثقافية في عالم اليوم المتنوع
- عام 2003: الأهداف الإنمائية للألفية: اتفاق بين الأمم لإنهاء الفقر البشري
- عام 2002: تعميق الديمقراطية في عالم مجزأ
- عام 2001: جعل التقنيات الحديثة تعمل من أجل التنمية البشرية
- عام 2000: حقوق الإنسان والتنمية البشرية
- عام 1999: العولمة ذات الوجه الإنساني
- عام 1998: الاستهلاك للتنمية البشرية
- عام 1997: التنمية البشرية للقضاء على الفقر
- عام 1996: النمو الاقتصادي والتنمية البشرية
- عام 1995: النوع الاجتماعي والتنمية البشرية
- عام 1994: أبعاد جديدة للأمن الإنساني
- عام 1993: مشاركة الشعب
- عام 1992: الأبعاد العالمية للتنمية البشرية
- عام 1991: تمويل التنمية البشرية
- عام 1990: مفهوم وقياس التنمية البشرية

## وصلات خارجية
- مكتب تقارير التنمية البشرية.
- التنمية البشرية.
- حسب سلم التنمية البشرية 2015.
- تقارير التنمية البشرية العالمية.
- تقارير التنمية البشرية الإقليمية.
- تقارير التنمية البشرية الوطنية.